# リョウメンシダ
リョウメンシダ Arachniodes standishii は、オシダ科カナワラビ属のシダ植物である。軟らかくて細かく裂けた葉を付け、その葉の裏表が判然としない感じがある。

## 特徴
常緑性の多年生草本。根茎は太くて鱗片が多く、短く横に這う。葉は束のように生じ、葉柄は長さ20-40cm、基部には線状披針形の鱗片が密生するが、上部では線形のものがまばらにあるだけである。鱗片はいずれも縁が滑らかで淡褐色、大きいものでは長さ2cmに達する。細い線状の鱗片は葉柄上部から羽軸にかけてもまばらに着く。
葉身は3回から4回羽状複葉的に裂ける。全体の形は長卵状広披針形で先端は急に狭まって突き出して尖り、基部は円形から心形、長さ40-65cm、幅15-30cm。小羽片は長楕円形で先端は尖るか鈍い。二次小羽片は広楕円形で先端は尖り、柄はないか短い柄があって長さ0.5-1cm、幅2-5mm、縁には鋸歯がある。葉質は紙質で淡緑色で、胞子嚢群を付けない部分では表面、裏面の様子が同じように見える。
胞子嚢群は葉脈の先端に生じ、葉身の下部の中央付近から外側に向けて順に生じ、裂片の中肋寄りに位置する。包膜は大きくて円腎形で縁は滑らか、時に毛を有する例がある。胞子嚢群は秋から冬に熟する。これも本種の特徴とされる。胞子には葉緑体を含むので、緑色に見える。これは、カナワラビ属の中では本種だけに見られる特徴である。

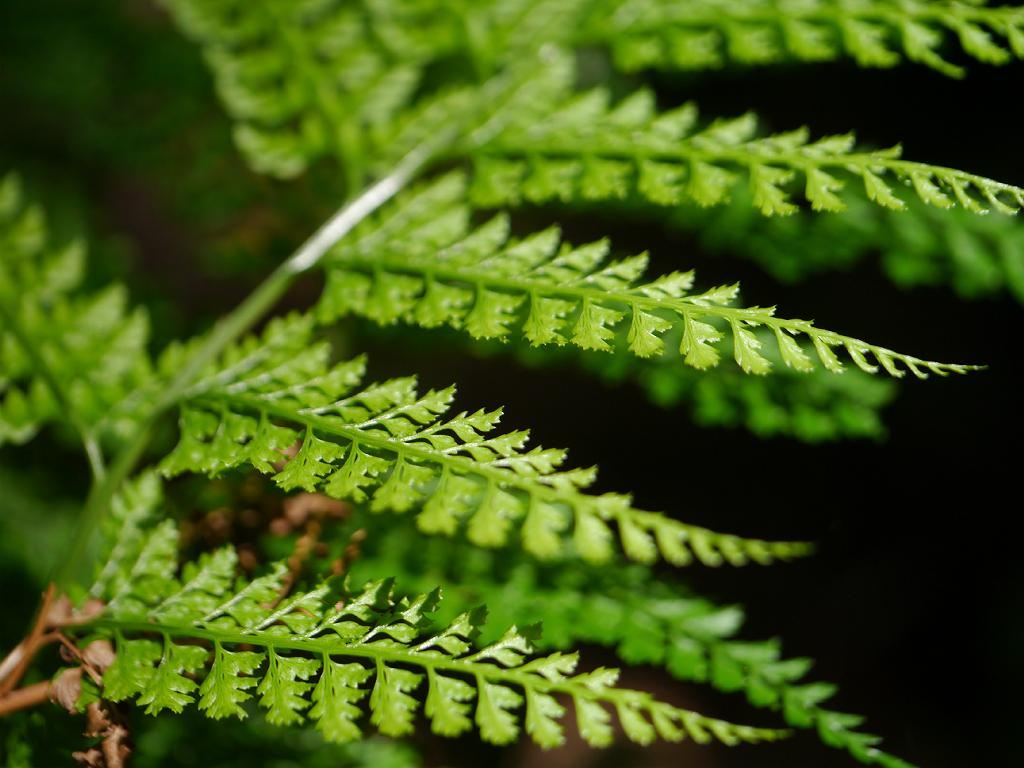
側羽片
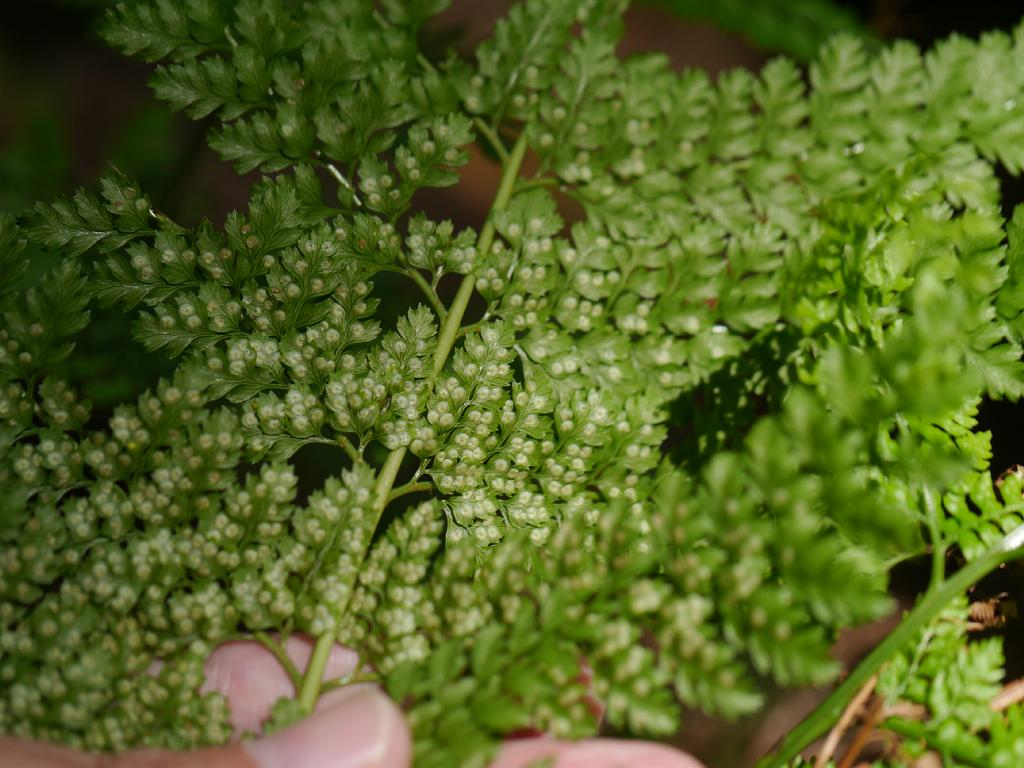
裏面・胞子嚢群の様子

### 和名について
和名は「両面」シダで、葉の表と裏の葉質がよく似ていることによる。牧野原著(2008)には『両面がほとんど同じ色調で区別しにくいから』とある。ただし、羽軸の見え方などの点でも表裏が変に見える面がある。英名は upside-down fern と言い、これは裏返しになっているとの意である。
別名として牧野原著(2008)はコガネシダの名をあげ、理由として裂片の縁が裏に反り返るために『非常に細かくしげった感じがあり美しい』ためとしている。ほかにゼンマイシノブという名もあげてあるが、これについては説明がない。

## 分布と生育環境
日本では北海道から九州までに分布する。国外では朝鮮の済州島と鬱陵島から知られる。日本本土では各地に広く分布する。
産地の森林下に生育し、谷間や斜面を好む。特にやや湿った所に多く、群生することが多い。スギ植林の適地には多く見られる。そのため、スギ林に多いシダとの印象がある。

## 近縁種など
カナワラビ属はカナワラビの名を持つものが多いが、それらは「鉄ワラビ」の名の通り、硬くて金属光沢に似たつやのある葉を持ち、本種はそれらとは見かけではあまり似ていない。同属には柔らかな葉を持つものもあり、その中でシノブカグマ A. mutica がやや似ているが、本種とは鱗片が羽軸から葉の裏面にまで多くあることなどで異なる。またこの種は冷帯域、日本本土中南部では1000m級の山地に生育するので、その点でも混同することはない。だが何より、本種はその細かな葉の裂け方や、裏表が間違っているような印象から、見分けるのは容易である。『平地やスギ林に生育するもので、似たものはない』とも。
また、本種を片親とする雑種と思われるものにカワズカナワラビ（×コバノカナワラビ）、ジンムジカナワラビ（×ホソバカナワラビ）が知られる。